# Kragstein

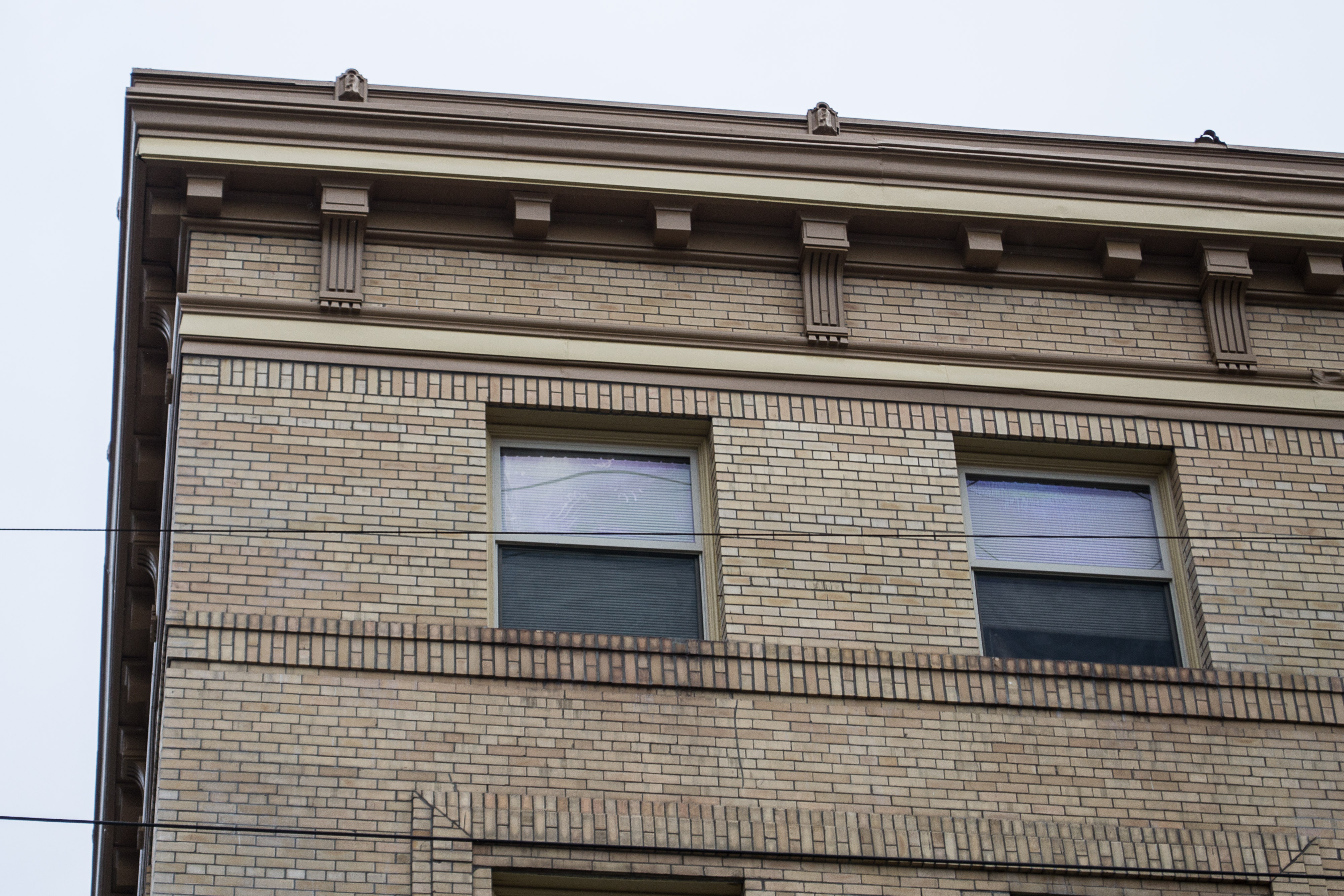
Kragsteine unter dem Dachgesims des Morgan, Leith, and Cook Building im East Portland Grand Avenue Historic District, Portland, Oregon

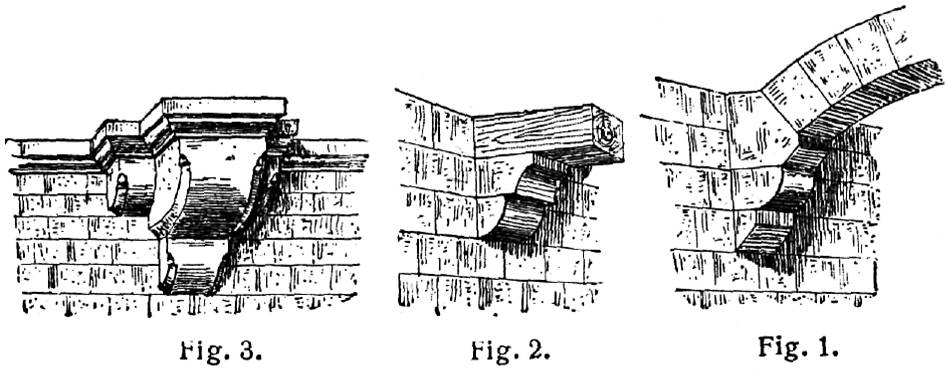
Verschiedene Kragsteine

Ein Kragstein ist eine verzierter Vorsprung, der eher horizontal und weniger imposant als eine Konsole ist. Kragsteine sind oft unter einem Gesims zu sehen, das sie stützten. Kragsteine sind aufwändiger gestaltet als ein Zahnschnitt. Kragsteine kommen klassischerweise unter korinthischen oder Kompositgesimsen vor, können aber auch jede Art von Traufgesims stützen. Sie können verziert oder schlicht gestaltet sein.
Sie werden oft an Mauern angebracht, um die Spannweite von Überdeckungskonstruktionen zu verkleinern oder Wand-, Dach- oder Gewölbekonstruktionen zu stützen und waren in mittelalterlichen Profan- und Kirchenbauten häufig reich und teilweise figürlich verziert.